# Los Ramones
Los Ramones é um município do estado de Nuevo León, no México. 
Em 2005, o município possuía um total de 6.277 habitantes.